# Danh sách sách bán chạy nhất
Bài này liệt kê danh sách sách đơn và sách nhiều tập bán chạy nhất từ xưa tới nay. Bán chạy nhất (best-selling) chỉ số lượng đầu sách được bán chứ không phải số lượng in hoặc đang sở hữu. Truyện tranh và sách giáo khoa không được tính vào danh sách. Sách được liệt kê theo số liệu kinh doanh dựa trên những nguồn tin cậy và độc lập. Danh sách này là không hoàn toàn đầy đủ vì nhiều sách khác từng được nhắc tới là những quyển bán chạy nhất nhưng chưa có số liệu kinh doanh đáng tin cậy. Bài này có một phần riêng dành cho sách được biết là từng bán trên 10 triệu bản nhưng chưa có số liệu kinh doanh chính xác.
Có một số sách đã trải qua hơn cả thế kỷ, thậm chí cả thiên niên kỷ nếu có thống kê số bản được bán ra đều được cho vào danh sách này như Kinh Thánh hay Kinh Koran. Mao chủ tịch ngữ lục, một cuốn sách có số lượng bán có thể lên đến 6.5 tỷ bản nhưng vẫn đứng sau Kinh Thánh do tính chất ép buộc không chính thức rằng mọi người dân Trung Quốc từ giữa thế kỷ 20 trở đi đều phải mua sách. Còn những sách được thông báo là bán chạy nhất tại một thời điểm nào đó trong quá khứ nhưng không có con số thông kê cụ thể sẽ không được liệt vào danh sách chính thức mà sẽ có một phần riêng ước tính về số bản bán ra như The Pilgrim's Progress, Robinson Crusoe, Gulliver du ký, Bá tước Monte Cristo, Ba người lính ngự lâm...

## Danh sách sách đơn bán chạy nhất

### Hơn 100 triệu bản
| Tựa tiếng Việt                  | Tựa gốc                                  | Tựa tiếng Anh                                           | Tác giả                                                 | Ngôn ngữ gốc                 | Xuất bản lần đầu                         | Số bản bán ra  |
| ------------------------------- | ---------------------------------------- | ------------------------------------------------------- | ------------------------------------------------------- | ---------------------------- | ---------------------------------------- | -------------- |
| Kinh Thánh                      | τὰ βιβλία                                | The Bible                                               | Nhiều tác giả được mặc khải bởi Đức chúa Trời           | Hebrew, Aram và Hy Lạp Koine | Trong những năm (thể kỷ) đầu công nguyên | 5-6 tỉ         |
| Mao chủ tịch ngữ lục            | 毛主席語錄/毛主席语录                    | Quotations from Chairman Mao Tse-tung (Little Red Book) | Mao Trạch Đông                                          | Hoa                          | 1964                                     | 1.02-1.09 tỉ   |
| Kinh Qur’an                     | القرآن                                   | Quran Koran                                             | Muhammad                                                | ả rập                        | Thế kỷ VII                               | 800 triệu      |
| Từ điển Tân Hoa Xã              | 新華字典/新华字典                        | Xinhua Dictionary                                       | Nhiều tác giả                                           | Hoa                          | 1953                                     | 567 triệu      |
| Don Quixote                     | Don Quijote                              | Don Quixote                                             | Miguel de Cervantes                                     | Tây Ban Nha                  | 1605                                     | 500 triệu      |
| Tuyên ngôn của Đảng Cộng sản    | Manifest der Kommunistischen Partei      | The Communist Manifesto                                 | Karl Marx và Friedrich Engels                           | Đức                          | 1848                                     | 500 triệu      |
| Chuyện hai thành phố            | A Tale of Two Cities                     | A Tale of Two Cities                                    | Charles Dickens                                         | Anh                          | 1859                                     | 200 triệu      |
| Hoàng Tử Bé                     | Le Petit Prince                          | The Little Prince                                       | Antoine de Saint-Exupéry                                | Pháp                         | 1943                                     | 200 triệu      |
| Sách Mặc Môn                    | The Book of Mormon                       | The Book of Mormon                                      | Nhiều tác giả (Joseph Smith dịch ra tiếng Anh hiện đại) | Anh cổ                       | 1830                                     | 150 triệu      |
| Chúa tể những chiếc nhẫn        | The Lord of the Rings                    | The Lord of the Rings                                   | J. R. R. Tolkien                                        | Anh                          | 1954-1955                                | 150 triệu      |
| Nhà giả kim                     | O Alquimista                             | The Alchemist                                           | Paulo Coelho                                            | Bồ Đào Nha                   | 1988                                     | 150 triệu      |
| Truyện cổ Grimm                 | Grimms Märchen (Kinder- und Hausmärchen) | Grimms' Fairy Tales                                     | Jacob và Wilhelm Grimm                                  | Đức                          | 1812                                     | Trên 135 triệu |
| Harry Potter và Hòn đá Phù thủy | Harry Potter and the Philosopher's Stone | Harry Potter and the Sorcerer's Stone                   | J. K. Rowling                                           | Anh                          | 1997                                     | 120 triệu      |
| Hồng lâu mộng                   | 紅樓夢/红楼梦                            | Dream of the Red Chamber                                | Tào Tuyết Cần                                           | Hoa                          | 1754–1791                                | 100 triệu      |
| Alice ở xứ sở thần tiên         | Alice's Adventures in Wonderland         | Alice's Adventures in Wonderland                        | Lewis Carroll                                           | Anh                          | 1865                                     | 100 triệu      |
| She: A History of Adventure     | She: A History of Adventure              | She: A History of Adventure                             | H. Rider Haggard                                        | Anh                          | 1887                                     | 100 triệu      |
| Anh chàng Hobbit                | The Hobbit                               | The Hobbit                                              | J. R. R. Tolkien                                        | Anh                          | 1937                                     | 100 triệu      |
| Nghĩ giàu làm giàu              | Think and Grow Rich                      | Think and Grow Rich                                     | Napoleon Hill                                           | Anh                          | 1937                                     | 100 triệu      |
| Mười người da đen nhỏ           | And Then There Were None                 | And Then There Were None                                | Agatha Christie                                         | Anh                          | 1939                                     | 100 triệu      |
| Nghệ nhân và Margarita          | Мастер и Маргарита                       | The Master and Margarita                                | Mikhail Bulgakov                                        | Nga                          | 1967                                     | 100 triệu      |

### Từ 50 đến 100 triệu bản
| Tựa tiếng Việt                           | Tựa gốc                                                             | Tựa tiếng Anh                                                                   | Tác giả                | Ngôn ngữ gốc | Xuất bản lần đầu | Số bản bán ra |
| ---------------------------------------- | ------------------------------------------------------------------- | ------------------------------------------------------------------------------- | ---------------------- | ------------ | ---------------- | ------------- |
| Sư tử, Phù thủy và cái Tủ áo             | The Lion, the Witch and the Wardrobe                                | The Lion, the Witch and the Wardrobe                                            | C. S. Lewis            | Anh          | 1950             | 85 triệu      |
| Những cuộc phiêu lưu của Pinocchio       | Le avventure di Pinocchio                                           | The Adventures of Pinocchio                                                     | Carlo Collodi          | Ý            | 1881             | Trên 80 triệu |
|                                          | Vardi Wala Gunda                                                    |                                                                                 | Ved Prakash Sharma     | Hindi        | 1992             | Trên 80 triệu |
| Mật mã Da Vinci                          | The Da Vinci Code                                                   | The Da Vinci Code                                                               | Dan Brown              | Anh          | 2003             | 80 triệu      |
| Harry Potter và Phòng chứa Bí mật        | Harry Potter and the Chamber of Secrets                             | Harry Potter and the Chamber of Secrets                                         | J. K. Rowling          | Anh          | 1998             | 77 triệu      |
| Bắt trẻ đồng xanh                        | The Catcher in the Rye                                              | The Catcher in the Rye                                                          | J. D. Salinger         | Anh          | 1951             | 65 triệu      |
| Harry Potter và tên tù nhân ngục Azkaban | Harry Potter and the Prisoner of Azkaban                            | Harry Potter and the Prisoner of Azkaban                                        | J. K. Rowling          | Anh          | 1999             | 65 triệu      |
| Harry Potter và Chiếc cốc lửa            | Harry Potter and the Goblet of Fire                                 | Harry Potter and the Goblet of Fire                                             | J. K. Rowling          | Anh          | 2000             | 65 triệu      |
| Harry Potter và Hội Phượng Hoàng         | Harry Potter and the Order of the Phoenix                           | Harry Potter and the Order of the Phoenix                                       | J. K. Rowling          | Anh          | 2003             | 65 triệu      |
| Harry Potter và Hoàng tử lai             | Harry Potter and the Half-Blood Prince                              | Harry Potter and the Half-Blood Prince                                          | J. K. Rowling          | Anh          | 2005             | 65 triệu      |
| Harry Potter và Bảo bối Tử thần          | Harry Potter and the Deathly Hallows                                | Harry Potter and the Deathly Hallows                                            | J. K. Rowling          | Anh          | 2007             | 65 triệu      |
| Con đường giải thoát                     | Steps to Christ                                                     | Steps to Christ                                                                 | Ellen G. White         | Anh          | 1892             | 60 triệu      |
| Những cây cầu ở quận Madison             | The Bridges of Madison County                                       | The Bridges of Madison County                                                   | Robert James Waller    | Anh          | 1992             | 60 triệu      |
| Ngựa ô yêu dấu                           | Black Beauty                                                        | Black Beauty                                                                    | Anna Sewell            | Anh          | 1877             | 50 triệu      |
| Ben-Hur                                  | Ben-Hur: A Tale of the Christ                                       | Ben-Hur: A Tale of the Christ                                                   | Lewis Wallace          | Anh          | 1880             | 50 triệu      |
| Heidi                                    | Heidis Lehr- und Wanderjahre Heidi kann brauchen, was es gelernt ha | Heidi: Her Years of Wandering and Learning Heidi: How She Used What She Learned | Johanna Spyri          | Đức          | 1880             | 50 triệu      |
|                                          | In His Steps: What Would Jesus Do?                                  | In His Steps: What Would Jesus Do?                                              | Charles M. Sheldon     | Anh          | 1896             | 50 triệu      |
| Anne tóc đỏ dưới chái nhà xanh           | Anne of Green Gables                                                | Anne of Green Gables                                                            | Lucy Maud Montgomery   | Anh          | 1908             | 50 triệu      |
|                                          | The Common Sense Book of Baby and Child Care                        | The Common Sense Book of Baby and Child Care                                    | Dr. Benjamin Spock     | Anh          | 1946             | 50 triệu      |
| Charlotte và Wilbur                      | Charlotte's Web                                                     | Charlotte's Web                                                                 | E.B. White             | Anh          | 1952             | 50 triệu      |
| Người đàn ông hào hoa                    | The Ginger Man                                                      | The Ginger Man                                                                  | J. P. Donleavy         | Anh          | 1955             | 50 triệu      |
| Lolita                                   | Lolita                                                              | Lolita                                                                          | Vladimir Nabokov       | Anh          | 1955             | 50 triệu      |
| Trăm năm cô đơn                          | Cien años de soledad                                                | One Hundred Years of Solitude                                                   | Gabriel García Márquez | Tây Ban Nha  | 1967             | 50 triệu      |
| Đồi thỏ                                  | Watership Down                                                      | Watership Down                                                                  | Richard Adams          | Anh          | 1972             | 50 triệu      |
| Đại bàng hạ cánh                         | The Eagle Has Landed                                                | The Eagle Has Landed                                                            | Jack Higgins           | Anh          | 1975             | 50 triệu      |
|                                          | The Hite Report                                                     | The Hite Report                                                                 | Shere Hite             | Anh          | 1976             | 50 triệu      |
| Tên của đóa hồng                         | Il Nome della Rosa                                                  | The Name of the Rose                                                            | Umberto Eco            | Ý            | 1980             | 50 triệu      |
| Chữa lành nỗi đau                        | You Can Heal Your Life                                              | You Can Heal Your Life                                                          | Louise L. Hay          | Anh          | 1984             | 50 triệu      |

### Từ 30 đến 50 triệu bản
| Tựa tiếng Việt                                                     | Tựa gốc                     | Tựa tiếng Anh                                       | Tác giả               | Ngôn ngữ gốc | Xuất bản lần đầu | Số bản bán ra          |
| ------------------------------------------------------------------ | --------------------------- | --------------------------------------------------- | --------------------- | ------------ | ---------------- | ---------------------- |
| Chuyện về chú thỏ Peter                                            | The Tale of Peter Rabbit    | The Tale of Peter Rabbit                            | Beatrix Potter        | Anh          | 1902             | 45 triệu               |
| Chàng hải âu kỳ diệu                                               | Jonathan Livingston Seagull | Jonathan Livingston Seagull                         | Richard Bach          | Anh          | 1970             | 44 triệu               |
| Chú sâu háu ăn                                                     | The Very Hungry Caterpillar | The Very Hungry Caterpillar                         | Eric Carle            | Anh          | 1969             | 43 triệu               |
| Bức thư gửi Garcia                                                 | A Message to Garcia         | A Message to Garcia                                 | Elbert Hubbard        | Anh          | 1899             | 40 triệu               |
| Giết con chim nhại                                                 | To Kill a Mockingbird       | To Kill a Mockingbird                               | Harper Lee            | Anh          | 1960             | 40 triệu               |
| Những bông hoa trên tầng áp mái                                    | Flowers in the Attic        | Flowers in the Attic                                | V. C. Andrews         | Anh          | 1979             | 40 triệu               |
| Thế giới của Sophie                                                | Sophie's World              | Sofies verden                                       | Jostein Gaarder       | Na Uy        | 1991             | 40 triệu               |
| Thiên thần và ác quỷ                                               | Angels and Demons           | Angels and Demons                                   | Dan Brown             | Anh          | 2000             | 39 triệu               |
| Hai số phận                                                        | Kane and Abel               | Kane and Abel                                       | Jeffrey Archer        | Anh          | 1979             | 37 triệu               |
| Thép đã tôi thế đấy                                                | Как закалялась сталь        | How the Steel Was Tempered                          | Nikolai Ostrovsky     | Nga          | 1932             | 36.4 triệu tại Liên Xô |
| Chiến tranh và hòa bình                                            | Война и мир                 | War and Peace                                       | Lev Tolstoy           | Nga          | 1869             | 36 triệu tại Liên Xô   |
| Nhật ký Anne Frank                                                 | Het Achterhuis              | The Diary of Anne Frank (The Diary of a Young Girl) | Anne Frank            | Hà Lan       | 1947             | 35 triệu               |
|                                                                    | Your Erroneous Zones        | Your Erroneous Zones                                | Wayne Dyer            | Anh          | 1976             | 35 triệu               |
| Tiếng chim hót trong bụi mận gai (Những con chim ẩn mình chờ chết) | The Thorn Birds             | The Thorn Birds                                     | Colleen McCullough    | Anh          | 1977             | 33 triệu               |
| Sống theo đúng mục đích                                            | The Purpose Driven Life     | The Purpose Driven Life                             | Rick Warren           | Anh          | 2002             | 33 triệu               |
| Người đua diều                                                     | The Kite Runner             | The Kite Runner                                     | Khaled Hosseini       | Anh          | 2003             | 31.5 triệu             |
| Thung lũng búp bê                                                  | Valley of the Dolls         | Valley of the Dolls                                 | Jacqueline Susann     | Anh          | 1966             | 31 triệu               |
| Đại gia Gatsby Gatsby vĩ đại                                       | The Great Gatsby            | The Great Gatsby                                    | F. Scott Fitzgerald   | Anh          | 1925             | 30 triệu               |
| Cuốn theo chiều gió                                                | Gone with the Wind          | Gone with the Wind                                  | Margaret Mitchell     | Anh          | 1936             | 30 triệu               |
| Rebecca                                                            | Rebecca                     | Rebecca                                             | Daphne du Maurier     | Anh          | 1938             | 30 triệu               |
| 1984                                                               | Nineteen Eighty-Four        | Nineteen Eighty-Four                                | George Orwell         | Anh          | 1949             | 30 triệu               |
|                                                                    | The Revolt of Mamie Stover  | The Revolt of Mamie Stover                          | William Bradford Huie | Anh          | 1951             | 30 triệu               |
| Cô gái có hình xăm rồng                                            | Män som hatar kvinnor       | The Girl with the Dragon Tattoo                     | Stieg Larsson         | Thụy Điển    | 2005             | 30 triệu               |
| Biểu tượng thất truyền                                             | The Lost Symbol             | The Lost Symbol                                     | Dan Brown             | Anh          | 2009             | 30 triệu               |

### Từ 20 đến 30 triệu bản
| Tên sách tiếng Việt                                  | Tên sách ngôn ngữ gốc                        | Tên sách Tiếng Anh                                     | Tác giả                           | Ngôn ngữ gốc | Xuất bản lần đầu | Số bản bán ra        |
| ---------------------------------------------------- | -------------------------------------------- | ------------------------------------------------------ | --------------------------------- | ------------ | ---------------- | -------------------- |
| Đấu trường sinh tử                                   | The Hunger Games                             | The Hunger Games                                       | Suzanne Collins                   | Anh          | 2008             | 29 triệu tại Mỹ      |
|                                                      | The Late, Great Planet Earth                 | The Late, Great Planet Earth                           | Hal Lindsey và C. C. Carlson      | Anh          | 1970             | 29 triệu             |
| Đội cận vệ thanh niên                                | The Young Guard                              | Молодая гвардия                                        | Alexander Alexandrovich Fadeyev   | Nga          | 1945             | 26 triệu tại Liên Xô |
| Ai lấy miếng pho mát của tôi?                        | Who Moved My Cheese?                         | Who Moved My Cheese?                                   | Spencer Johnson                   | Anh          | 1998             | 26 triệu             |
| Gió đùa trong liễu (Gió qua rặng liệu)               | The Wind in the Willows                      | The Wind in the Willows                                | Kenneth Grahame                   | Anh          | 1908             | 25 triệu             |
| 7 thói quen của người thành đạt                      | The 7 Habits of Highly Effective People      | The 7 Habits of Highly Effective People                | Stephen R. Covey                  | Anh          | 1989             | 25 triệu             |
| Đất vỡ hoang                                         | Поднятая целина                              | Virgin Soil Upturned                                   | Mikhail Sholokhov                 | Nga          | 1935             | 24 triệu             |
|                                                      | The Celestine Prophecy                       | The Celestine Prophecy                                 | James Redfield                    | Anh          | 1993             | 23 triệu             |
| Khi lỗi thuộc về những vì sao                        | The Fault in Our Stars                       | The Fault in Our Stars                                 | John Green                        | Anh          | 2012             | 23 triệu             |
| Nơi trái tim hội ngộ                                 | The Shack                                    | The Shack                                              | William P. Young                  | Anh          | 2007             | 22 triệu             |
|                                                      | Дядя Степа                                   | Uncle Styopa                                           | Sergey Mikhalkov                  | Nga          | 1936             | 21 triệu tại Liên Xô |
| Bố già                                               | The Godfather                                | The Godfather                                          | Mario Puzo                        | Anh          | 1969             | 21 triệu             |
| Chuyện tình                                          | Love Story                                   | Love Story                                             | Erich Segal                       | Anh          | 1970             | 21 triệu             |
| Bắt lửa                                              | Catching Fire                                | Catching Fire                                          | Suzanne Collins                   | Anh          | 2009             | 21 triệu tại Mỹ      |
| Kiêu hãnh và định kiến                               | Pride and Prejudice                          | Pride and Prejudice                                    | Jane Austen                       | Anh          | 1813             | 20 triệu             |
| Những cuộc phiêu lưu của Huckleberry Finn            | The Adventures of Huckleberry Finn           | The Adventures of Huckleberry Finn                     | Mark Twain                        | Anh          | 1885             | 20 triệu             |
|                                                      | Osudy dobrého vojáka Švejka za světové války | The Good Soldier Švejk                                 | Jaroslav Hašek                    | Séc          | 1923             | 20 triệu             |
| Phía Tây không có gì lạ                              | Im Westen nichts Neues                       | All Quiet on the Western Front                         | Erich Maria Remarque              | Đức          | 1929             | 20 triệu             |
| Trại súc vật                                         | Animal Farm                                  | Animal Farm                                            | George Orwell                     | Anh          | 1945             | 20 triệu             |
| Hải trình Kon-Tiki                                   | Kon-Tiki ekspedisjonen                       | The Kon-Tiki Expedition: By Raft Across the South Seas | Thor Heyerdahl                    | Na Uy        | 1950             | 20 triệu             |
| Sức mạnh của tư tưởng tích cực và tinh thần lạc quan | The Power of Positive Thinking               | The Power of Positive Thinking                         | Norman Vincent Peale              | Anh          | 1952             | 20 triệu             |
| Quê hương tan rã                                     | Things Fall Apart                            | Things Fall Apart                                      | Chinua Achebe                     | Anh          | 1958             | 20 triệu             |
| Ở nơi quỷ sứ giặc non                                | Where the Wild Things Are                    | Where the Wild Things Are                              | Maurice Sendak                    | Anh          | 1963             | 20 triệu             |
| Charlie và nhà máy sôcôla                            | Charlie and the Chocolate Factory            | Charlie and the Chocolate Factory                      | Roald Dahl                        | Anh          | 1964             | 20 triệu             |
| Xứ cát                                               | Dune                                         | Dune                                                   | Frank Herbert                     | Anh          | 1965             | 20 triệu             |
| Vượn trần trụi                                       | The Naked Ape                                | The Naked Ape                                          | Desmond Morris                    | Anh          | 1968             | 20 triệu             |
|                                                      | The Happy Hooker: My Own Story               | The Happy Hooker: My Own Story                         | Xaviera Hollander                 | Anh          | 1971             | 20 triệu             |
|                                                      | Fear of Flying                               | Fear of Flying                                         | Erica Jong                        | Anh          | 1973             | 20 triệu             |
| Hàm cá mập                                           | Jaws                                         | Jaws                                                   | Peter Benchley                    | Anh          | 1974             | 20 triệu             |
|                                                      | The Bermuda Triangle                         | The Bermuda Triangle                                   | Charles Berlitz                   | Anh          | 1974             | 20 triệu             |
|                                                      | The Women's Room                             | The Women's Room                                       | Marilyn French                    | Anh          | 1977             | 20 triệu             |
| Cuốn nhật ký bí mật                                  | The Secret Diary of Adrian Mole, Aged 13¾    | The Secret Diary of Adrian Mole, Aged 13¾              | Sue Townsend                      | Anh          | 1982             | 20 triệu             |
|                                                      | What to Expect When You're Expecting         | What to Expect When You're Expecting                   | Arlene Eisenberg và Heidi Murkoff | Anh          | 1984             | 20 triệu             |
| Mãi yêu con                                          | Love You Forever                             | Love You Forever                                       | Robert Munsch                     | Anh          | 1986             | 20 triệu             |
| Totem Sói                                            | 狼图腾                                       | Wolf Totem                                             | Khương Nhung                      | Hoa          | 2004             | 20 triệu             |
| Bí mật                                               | The Secret                                   | The Secret                                             | Rhonda Byrne                      | Anh          | 2006             | 20 triệu             |
| Húng nhại                                            | Mockingjay                                   | Mockingjay                                             | Suzanne Collins                   | Anh          | 2010             | 20 triệu tại Mỹ      |
| Cô gái mất tích                                      | Gone Girl                                    | Gone Girl                                              | Gillian Flynn                     | Anh          | 2012             | 20 triệu             |
| Cô gái trên tàu                                      | The Girl on the Train                        | The Girl on the Train                                  | Paula Hawkins                     | Anh          | 2015             | 20 triệu             |

### Từ 10 đến 20 triệu bản
| Tựa tiếng Việt                                                                | Tựa gốc                                       | Tựa tiếng Anh                              | Tác giả                         | Ngôn ngữ gốc | Xuất bản lần đầu | Số bản bán ra               |
| ----------------------------------------------------------------------------- | --------------------------------------------- | ------------------------------------------ | ------------------------------- | ------------ | ---------------- | --------------------------- |
| Totto-chan bên cửa sổ                                                         | 窓ぎわのトットちゃん                          | Totto-chan, the Little Girl at the Window  | Tetsuko Kuroyanagi              | Nhật         | 1981             | 18 triệu tại Nhật và TQ     |
| Kẻ trộm sách                                                                  | The Book Thief                                | The Book Thief                             | Markus Zusak                    | Anh          | 2005             | 16 triệu                    |
|                                                                               | The Horse Whisperer                           | The Horse Whisperer                        | Nicholas Evans                  | Anh          | 1995             | 16 triệu                    |
| Ngủ ngon nhé trăng                                                            | Goodnight Moon                                | Goodnight Moon                             | Margaret Wise Brown             | Anh          | 1947             | 16 triệu                    |
| Chuyện dài bất tận                                                            | Die unendliche Geschichte                     | The Neverending Story                      | Michael Ende                    | Đức          | 1979             | 16 triệu                    |
| Ngựa chứng đầu xanh                                                           | The Outsiders                                 | The Outsiders                              | S. E. Hinton                    | Anh          | 1967             | 15 triệu                    |
| Con yêu bố chừng nào                                                          | Guess How Much I Love You                     | Guess How Much I Love You                  | Sam McBratney                   | Anh          | 1994             | 15 triệu                    |
| Tướng quân                                                                    | Shōgun                                        | Shōgun                                     | James Clavell                   | Anh          | 1975             | 15 triệu                    |
|                                                                               | The Poky Little Puppy                         | The Poky Little Puppy                      | Janette Sebring Lowrey          | Anh          | 1942             | 15 triệu                    |
|                                                                               | The Pillars of the Earth                      | The Pillars of the Earth                   | Ken Follett                     | Anh          | 1989             | 15 triệu                    |
| Đắc nhân tâm                                                                  | How to Win Friends and Influence People       | How to Win Friends and Influence People    | Dale Carnegie                   | Anh          | 1936             | 15 triệu                    |
| Mùi hương                                                                     | Das Parfum                                    | Perfume                                    | Patrick Süskind                 | Đức          | 1985             | 15 triệu                    |
| Chùm nho uất hận Chùm nho phẫn nộ                                             | The Grapes of Wrath                           | The Grapes of Wrath                        | John Steinbeck                  | Anh          | 1939             | 15 triệu                    |
| Bóng hình của gió                                                             | La sombra del viento                          | The Shadow of the Wind                     | Carlos Ruiz Zafón               | Tây Ban Nha  | 2001             | 15 triệu                    |
| Đàn ông sao Hỏa, Đàn bà sao Kim                                               | Men Are from Mars, Women Are from Venus       | Men Are from Mars, Women Are from Venus    | John Gray                       | Mỹ           | 1992             | 15 triệu                    |
| Người dịch bệnh                                                               | Interpreter of Maladies                       | Interpreter of Maladies                    | Jhumpa Lahiri                   | Anh          | 2000             | 15 triệu                    |
| Bí kiếp quá giang vào Ngân Hà                                                 | The Hitchhiker's Guide to the Galaxy          | The Hitchhiker's Guide to the Galaxy       | Douglas Adams                   | Anh          | 1979             | 14 triệu                    |
| Những ngày thứ Ba với thầy Morrie                                             | Tuesdays with Morrie                          | Tuesdays with Morrie                       | Mitch Albom                     | Anh          | 1997             | 14 triệu                    |
|                                                                               | God's Little Acre                             | God's Little Acre                          | Erskine Caldwell                | Anh          | 1933             | 14 triệu                    |
| Trái tim mách bảo                                                             | Va' dove ti porta il cuore                    | Follow Your Heart                          | Susanna Tamaro                  | Ý            | 1994             | 14 triệu                    |
| Nếp gấp thời gian                                                             | A Wrinkle in Time                             | A Wrinkle in Time                          | Madeleine L'Engle               | English      | 1962             | 14 triệu                    |
|                                                                               | Long Walk to Freedom                          | Long Walk to Freedom                       | Nelson Mandela                  | Anh          | 1994             | 14 triệu                    |
| Ông già và biển cả                                                            | The Old Man and the Sea                       | The Old Man and the Sea                    | Ernest Hemingway                | Anh          | 1952             | 13 triệu                    |
|                                                                               | Life After Life                               | Life After Life                            | Raymond Moody                   | Anh          | 1975             | 13 triệu                    |
| Trước ngày em đến                                                             | Me Before You                                 | Me Before You                              | Jojo Moyes                      | Anh          | 2012             | 12 triệu                    |
| Rừng Na Uy                                                                    | ノルウェイの森                                | Norway Wood                                | Haruki Murakami                 | Nhật         | 1987             | 12 triệu                    |
| Chuyện về thị trấn nhỏ                                                        | Peyton Place                                  | Peyton Place                               | Grace Metalious                 | Anh          | 1956             | 12 triệu                    |
| Dịch hạch                                                                     | La Peste                                      | The Plague                                 | Albert Camus                    | Pháp         | 1947             | 12 triệu                    |
| Thất lạc cõi người                                                            | 人間失格                                      | No Longer Human                            | Osamu Dazai                     | Nhật         | 1948             | 12 triệu                    |
| Đi tìm lẽ sống                                                                | Ein Psychologe erlebt das Konzentrationslager | Man's Search for Meaning                   | Viktor Frankl                   | Đức          | 1946             | 12 triệu                    |
| Thần khúc                                                                     | Divina Commedia                               | The Divine Comedy                          | Dante Alighieri                 | Ý            | 1304             | 11-12 triệu trong thế kỷ 20 |
| Chất Michelle                                                                 | Becoming                                      | Becoming                                   | Michelle Obama                  | Anh          | 2018             | 11.5 triệu                  |
| Nhà tiên tri Ngôn sứ                                                          | The Prophet                                   | The Prophet                                | Khalil Gibran                   | Anh          | 1923             | 11 triệu                    |
| Quỷ ám                                                                        | The Exorcist                                  | The Exorcist                               | William Peter Blatty            | Anh          | 1971             | 11 triệu                    |
| Kinh khủng gì - đâu                                                           | The Gruffalo                                  | The Gruffalo                               | Julia Donaldson                 | Anh          | 1999             | 10.5 triệu                  |
| Chú mèo mang mũ                                                               | The Cat in the Hat                            | The Cat in the Hat                         | Dr. Seuss                       | Anh          | 1957             | 10.5 triệu                  |
|                                                                               | Diana: Her True Story                         | Diana: Her True Story                      | Andrew Morton                   | Anh          | 1992             | 10 triệu                    |
| Người giúp việc                                                               | The Help                                      | The Help                                   | Kathryn Stockett                | Anh          | 2009             | 10 triệu                    |
| Bẫy-22                                                                        | Catch-22                                      | Catch-22                                   | Joseph Heller                   | Anh          | 1961             | 10 triệu                    |
| Người xa lạ                                                                   | L'Étranger                                    | The Stranger                               | Albert Camus                    | Pháp         | 1942             | 10 triệu                    |
|                                                                               | Eye of the Needle                             | Eye of the Needle                          | Ken Follett                     | Anh          | 1978             | 10 triệu                    |
| Lược sử thời gian                                                             | A Brief History of Time                       | A Brief History of Time                    | Stephen Hawking                 | Anh          | 1988             | 10 triệu                    |
| Hình hài yêu dấu                                                              | The Lovely Bones                              | The Lovely Bones                           | Alice Sebold                    | Anh          | 2002             | 10 triệu                    |
|                                                                               | Wild Swans: Three Daughters of China          | Wild Swans: Three Daughters of China       | Jung Chang                      | Anh          | 1992             | 10 triệu                    |
| Thánh nữ Evita                                                                | Santa Evita                                   | Santa Evita                                | Tomás Eloy Martínez             | Tây Ban Nha  | 1995             | 10 triệu                    |
| Đêm                                                                           | Un di Velt Hot Geshvign                       | Night                                      | Elie Wiesel                     | Yiddish      | 1958             | 10 triệu                    |
| Khổng Tử tinh hoa                                                             | 于丹《论语》心得                              | Confucius from the Heart                   | Yu Dan                          | Hoa          | 2006             | 10 triệu                    |
|                                                                               | The Total Woman                               | The Total Woman                            | Marabel Morgan                  | Anh          | 1974             | 10 triệu                    |
|                                                                               | 知価革命                                      | Knowledge-value Revolution                 | Taichi Sakaiya                  | Nhật         | 1985             | 10 triệu                    |
|                                                                               | 中国社会主义经济问题研究                      | Problems in China's Socialist Economy      | Xue Muqiao                      | Hoa          | 1979             | 10 triệu                    |
| Cây dù của bạn màu gì?                                                        | What Color is Your Parachute?                 | What Color is Your Parachute?              | Richard Nelson Bolles           | Anh          | 1970             | 10 triệu                    |
|                                                                               | The Dukan Diet                                | The Dukan Diet                             | Pierre Dukan                    | Pháp         | 2000             | 10 triệu                    |
|                                                                               | The Joy of Sex                                | The Joy of Sex                             | Alex Comfort                    | Anh          | 1972             | 10 triệu                    |
|                                                                               | The Gospel According to Peanuts               | The Gospel According to Peanuts            | Robert L. Short                 | Anh          | 1965             | 10 triệu                    |
| Cuộc đời của Pi                                                               | Life of Pi                                    | Life of Pi                                 | Yann Martel                     | Anh          | 2001             | 10 triệu                    |
| Người truyền ký ức                                                            | The Giver                                     | The Giver                                  | Lois Lowry                      | Anh          | 1993             | 10 triệu                    |
|                                                                               | The Front Runner                              | The Front Runner                           | Patricia Nell Warren            | Anh          | 1974             | 10 triệu                    |
| Mục tiêu: Quá trình liên tục hoàn thiện Mục tiêu: Quá trình liên tục cải tiến | The Goal: A Process of Ongoing Improvement    | The Goal: A Process of Ongoing Improvement | Eliyahu M. Goldratt và Jeff Cox | Anh          | 1984             | 10 triệu                    |
| 451 độ F                                                                      | Fahrenheit 451                                | Fahrenheit 451                             | Ray Bradbury                    | Anh          | 1953             | 10 triệu                    |

### Không có số liệu kinh doanh tin cậy
Những quyển này không có số liệu kinh doanh tin cậy, một vài đầu sách được bán rộng rãi đến nỗi sau lần xuất bản ai cũng có một cuốn trong nhà hoặc từng ở vị trí bán chạy nhất trong một thời điểm hoặc xác định tổng hợp tất cả đầu sách của tác giả đó nên không rõ mỗi cuốn bán được bao nhiêu bản, nhưng mỗi cuốn có thể bán được trên 10 triệu bản vì lượng tổng hợp bán ra vô cùng lớn.
1. Những tác phẩm của William Shakespeare: Trên 2-4 tỉ bản[179]
2. Những tác phẩm của Agatha Christie: 2-4 tỉ bản[179]
3. Những tác phẩm của Harold Robbins: 750 triệu bản[180][181]
4. Tam quốc diễn nghĩa: Ước tính 100 triệu bản[182]
5. Thủy hử: Ước tính 100 triệu bản[182]
6. Tây du ký: Ước tính 100 triệu bản[182]
7. Người bán hàng vĩ đại nhất thế giới: ước tính 50 triệu bản

## Danh sách sách nhiều tập bán chạy nhất

### Ít nhất 100 triệu bản
| Tựa bộ sách tiếng Việt         | Tựa bộ sách gốc           | Tựa bộ sách tiếng Anh     | Tác giả                            | Ngôn ngữ gốc | Số tập                               | Xuất bản lần đầu | Số bản bán ra |
| ------------------------------ | ------------------------- | ------------------------- | ---------------------------------- | ------------ | ------------------------------------ | ---------------- | ------------- |
| Harry Potter                   | Harry Potter              | Harry Potter              | J. K. Rowling                      | Anh          | 7                                    | 1997-nay         | 500 triệu     |
| Goosebumps                     | Goosebumps                | Goosebumps                | R. L. Stine                        | Anh          | 62 + ngoại truyện                    | 1992-nay         | 350 triệu     |
| Perry Mason                    | Perry Mason               | Perry Mason               | Erle Stanley Gardner               | Anh          | 82 + 4 truyện ngắn                   | 1933-1973        | 300 triệu     |
| Nhật ký chú bé nhút nhát       | Diary of a Wimpy Kid      | Diary of a Wimpy Kid      | Jeff Kinney                        | Anh          | 18 + 4 ngoại truyện                  | 2007-nay         | 275 triệu     |
|                                | Berenstain Bears          | Berenstain Bears          | Stan và Jan Berenstain             | Anh          | Trên 300                             | 1962-nay         | 260 triệu     |
|                                | Choose Your Own Adventure | Choose Your Own Adventure | Nhiều tác giả                      | Anh          | 185                                  | 1979-1998        | 250 triệu     |
|                                | Sweet Valley High         | Sweet Valley High         | Francine Pascal và người viết thuê | Anh          | 400                                  | 1983-2003        | 250 triệu     |
|                                | Noddy                     | Noddy                     | Enid Blyton                        | Anh          | 24                                   | 1949-nay         | 200 triệu     |
| Nữ thám tử Nancy Drew          | Nancy Drew                | Nancy Drew                | Carolyn Keene                      | Anh          | 175                                  | 1930-nay         | 200 triệu     |
|                                | The Railway Series        | The Railway Series        | Rev. W. Awdry, Christopher Awdry   | Anh          | 42                                   | 1945-2011        | 200 triệu     |
|                                | San-Antonio               | San-Antonio               | Frédéric Dard                      | Pháp         | 173                                  | 1949-2001        | 200 triệu     |
| Robert Langdon                 | Robert Langdon            | Robert Langdon            | Dan Brown                          | Anh          | 5                                    | 2000-nay         | 200 triệu     |
|                                | The Baby-sitters Club     | The Baby-sitters Club     | Ann Martin                         | Anh          | 335                                  | 1986-nay         | 172 triệu     |
|                                | Star Wars                 | Star Wars                 | Nhiều tác giả                      | Anh          | Trên 300                             | 1977-nay         | 160 triệu     |
| Thỏ Peter                      | Peter Rabbit              | Peter Rabbit              | Beatrix Potter                     | Anh          | 6                                    | 1902-1930        | 150 triệu     |
|                                | Little Critter            | Little Critter            | Mercer Mayer                       | Anh          | Trên 200                             | 1975-nay         | 150 triệu     |
| 50 sắc thái                    | Fifty Shades              | Fifty Shades              | E. L. James                        | Anh          | 5                                    | 2011-2017        | 150 triệu     |
|                                | American Girl             | American Girl             | Nhiều tác giả                      | Anh          | 141 + ngoại truyện                   | 1986-nay         | 140 triệu     |
|                                | Geronimo Stilton          | Geronimo Stilton          | Elisabetta Dami và người viết thuê | Ý            | Trên 200                             | 2000-nay         | 140 triệu     |
|                                | Chicken Soup for the Soul | Chicken Soup for the Soul | Jack Canfield, Mark Victor Hansen  | Anh          | 105                                  | 1997-nay         | 130 triệu     |
|                                | Clifford the Big Red Dog  | Clifford the Big Red Dog  | Norman Bridwell                    | Anh          | Trên 80                              | 1963-2014        | 129 triệu     |
|                                | Frank Merriwell           | Frank Merriwell           | Gilbert Patten                     | Anh          | 209                                  | 1896-            | 125 triệu     |
|                                | Dirk Pitt                 | Dirk Pitt                 | Clive Cussler                      | Anh          | 19                                   | 1973-nay         | 120 triệu     |
| Musashi - Giang hồ kiếm khách  | 宮本武蔵                  | Musashi                   | Eiji Yoshikawa                     | Nhật         | 7                                    | 1935-1939        | 120 triệu     |
| Biên niên sử Narnia            | The Chronicles of Narnia  | The Chronicles of Narnia  | C. S. Lewis                        | Anh          | 7                                    | 1949-1954        | 120 triệu     |
|                                | Mr. Men                   | Mr. Men                   | Roger Hargreaves, Adam Hargreaves  | Anh          | 43                                   | 1971-nay         | 120 triệu     |
| Chạng vạng                     | Twilight                  | Twilight                  | Stephenie Meyer                    | Anh          | 5 + 1 tiểu thuyết + 1 sách hướng dẫn | 2005-2015        | 120 triệu     |
| Đấu trường sinh tử (bộ truyện) | The Hunger Games trilogy  | The Hunger Games trilogy  | Suzanne Collins                    | Anh          | 3                                    | 2008-2010        | 100 triệu     |
| James Bond                     | James Bond                | James Bond                | Ian Fleming                        | Anh          | 14                                   | 1953-1966        | 100 triệu     |
|                                | Martine                   | Martine                   | Gilbert Delahaye và Marcel Marlier | Pháp         | 60                                   | 1954-nay         | 100 triệu     |
|                                | Millennium                | Millennium                | Stieg Larsson và David Lagercrantz | Thụy Điển    | 6                                    | 2005-2019        | 100 triệu     |

### Từ 50 đến 100 triệu bản
| Tựa bộ sách tiếng Việt | Tựa bộ sách gốc                | Tựa bộ sách tiếng Anh          | Tác giả                                 | Ngôn ngữ gốc | Số tập                                                       | Xuất bản lần đầu | Số bản bán ra |
| ---------------------- | ------------------------------ | ------------------------------ | --------------------------------------- | ------------ | ------------------------------------------------------------ | ---------------- | ------------- |
| Trò chơi vương quyền   | A Song of Ice and Fire         | A Song of Ice and Fire         | George R. R. Martin                     | Anh          | Hiện tại 5, Dự định 7, 3 tiểu thuyết ngắn + 1 sách hướng dẫn | 1996-nay         | 90 triệu      |
|                        | Discworld                      | Discworld                      | Terry Pratchett                         | Anh          | 41                                                           | 1983-2015        | 90 triệu      |
|                        | Nijntje                        | Miffy                          | Dick Bruna                              | Hà Lan       | 119                                                          | 1955-nay         | 85 triệu      |
|                        | Alex Cross                     | Alex Cross                     | James Patterson                         | Anh          | 21                                                           | 1993-nay         | 81 triệu      |
|                        | アンパンマン                   | Anpanman                       | Takashi Yanase                          | Nhật         | 150 sách tranh                                               | 1973-2013        | 80 triệu      |
|                        | Captain Underpants             | Captain Underpants             | Dav Pilkey                              | Anh          | 12                                                           | 1997-2015        | 80 triệu      |
|                        | Fear Street                    | Fear Street                    | R. L. Stine                             | Anh          | 114                                                          | 1989-nay         | 80 triệu      |
|                        | The Vampire Chronicles         | The Vampire Chronicles         | Anne Rice                               | Anh          | 12                                                           | 1976-2003        | 80 triệu      |
| Pippi tất dài          | Pippi Långstrump               | Pippi Longstocking             | Astrid Lindgren                         | Thụy Điển    | 3 + 3 sách tranh                                             | 1945-2001        | 80 triệu      |
|                        | The Wheel of Time              | The Wheel of Time              | Robert Jordan và Brandon Sanderson      | Anh          | 15                                                           | 1990-2013        | 80 triệu      |
|                        | OSS 117                        | OSS 117                        | Jean Bruce                              | Pháp         | 265                                                          | 1949-1992        | 75 triệu      |
| Gấu Pohh xinh xắn      | Winnie-the-Pooh                | Winnie-the-Pooh                | A. A. Milne; minh họa bởi E. H. Shepard | Anh          | 2                                                            | 1926-1928        | 70 triệu      |
|                        | Magic Tree House series        | Magic Tree House series        | Mary Pope Osborne                       | Anh          | 43                                                           | 1992-nay         | 70 triệu      |
|                        | Left Behind                    | Left Behind                    | Tim LaHaye, Jerry B. Jenkins            | Anh          | 16                                                           | 1996 — 2007      | 65 triệu      |
|                        | A Series of Unfortunate Events | A Series of Unfortunate Events | Lemony Snicket = Daniel Handler         | Anh          | 13                                                           | 1999–2006        | 65 triệu      |
|                        | Little House on the Prairie    | Little House on the Prairie    | Laura Ingalls Wilder                    | Anh          | 12                                                           | 1932-2006        | 60 triệu      |
| Jack Reacher           | Jack Reacher                   | Jack Reacher                   | Lee Child                               | Anh          | 22 tiểu thuyết và 11 truyện ngắn                             | 1997-nay         | 60 triệu      |
|                        | Lantern Books                  | Arch Books                     | Nhiều tác giả                           | Anh          | Trên 80                                                      | 1958-nay         | 58 triệu      |
|                        | The Magic School Bus           | The Magic School Bus           | Joanna Cole, minh họa bởi Bruce Degen   | Anh          | 131                                                          | 1986-2010        | 58 triệu      |
|                        | Where's Wally?                 | Where's Wally?                 | Martin Handford                         | Anh          | 13                                                           | 1987-nay         | 55 triệu      |
|                        | Mars Venus series              | Mars Venus series              | John Gray                               | Anh          | 15                                                           | 1992-nay         | 50 triệu      |
|                        | The Hardy Boys                 | The Hardy Boys                 | Nhiều tác giả                           | Anh          | 190                                                          | 1927–present     | 50 triệu      |
|                        | The Bobbsey Twins              | The Bobbsey Twins              | Nhiều tác giả                           | Anh          | 72                                                           | 1904-1979        | 50 triệu      |
| Tarzan                 | Tarzan                         | Tarzan                         | Edgar Rice Burroughs                    | Anh          | 26                                                           | 1914-1995        | 50 triệu      |

### Từ 30 đến 50 triệu bản
| Tên bộ sách                                                 | Tác giả                          | Ngôn ngữ gốc | Số tập | Xuất bản lần đầu | Số bản bán ra |
| ----------------------------------------------------------- | -------------------------------- | ------------ | ------ | ---------------- | ------------- |
| A Child's First Library Of Learning                         | nhiều tác giả                    | Anh          | 29     | 1980 -           | 45 triệu      |
| Junie B. Jones                                              | Barbara Park                     | Anh          | 30     | 1992 -           | 44 triệu      |
| The Wheel of Time                                           | Robert Jordan, Brandon Sanderson | Anh          | 14     | 1990 - 2013      | 44 triệu      |
| Harry Bosch                                                 | Michael Connelly                 | Anh          | 15     | 1992 -           | 42 triệu      |
| Jack Reacher                                                | Lee Child                        | Anh          | 15     | 1997–hiện nay    | 40 triệu      |
| Harry Hole                                                  | Jo Nesbø                         | Na Uy        | 9      | 1997–hiện nay    | 40 triệu      |
| 连环画 铁道游击队 (Picture-and-story book Railway Guerilla) | original author: Liu Zhixia      | Hoa          | 10     | 1955–1962        | 36.52 triệu   |
| かいけつゾロリ (Kaiketsu Zorori)                            | Yutaka Hara                      | Nhật         | 60     | 1987–hiện nay    | 35 triệu      |
| Paddington Bear                                             | Michael Bond                     | Anh          | 70     | 1958–hiện nay    | 35 triệu      |
| The Inheritance Cycle                                       | Christopher Paolini              | Anh          | 4      | 2002–2011        | 33 triệu      |
| 徳川家康 (Tokugawa Ieyasu)                                  | Sohachi Yamaoka                  | Nhật         | 26     | 1950–1967        | 30 triệu      |
| Ramona                                                      | Beverly Cleary                   | Anh          | 8      | 1955–1999        | 30 triệu      |
| The Dark Tower                                              | Stephen King                     | Anh          | 8      | 1982-2012        | 30 triệu      |

### Từ 20 đến 30 triệu bản
| Tên bộ sách                                       | Tác giả                         | Ngôn ngữ gốc | Số tập        | Xuất bản lần đầu | Số bản bán ra             |
| ------------------------------------------------- | ------------------------------- | ------------ | ------------- | ---------------- | ------------------------- |
| ノンタン (Nontan)                                 | Sachiko Kiyono                  | Nhật         | 25            | 1976–2006        | 28 triệu                  |
| Curious George                                    | Hans Augusto Rey và Margret Rey | Anh          | 58            | 1941–hiện nay    | 27 triệu                  |
| グイン・サーガ (Guin Saga)                        | Kaoru Kurimoto                  | Nhật         | 118           | 1979–2009        | 26 triệu                  |
| Thuyè̂n trưởng Quà̂n Lót                            | Dav Pilkey                      | Anh          |               | 1997–hiện nay    | 26 triệu                  |
| 三毛猫ホームズシリーズ (Mike-neko Holmes series)  | Jirō Akagawa                    | Nhật         | 43            | 1978–hiện nay    | 26 triệu                  |
| Rich Dad, Poor Dad                                | Robert Kiyosaki Sharon Lechter  | Anh          | 18            | 1997-            | 26 triệu                  |
| Kurt Wallander                                    | Henning Mankell                 | Thụy Điển    | 10            | 1991–2002        | 25 triệu                  |
| Sagaen om Isfolket (The Legend of the Ice People) | Margit Sandemo                  | Na Uy        | 47            | 1982–1989        | 25 triệu                  |
| The Sword of Truth                                | Terry Goodkind                  | Anh          | 12            | 1998–2007        | 25 triệu                  |
| 鬼平犯科帳 (Onihei Hankachō)                      | Shōtarō Ikenami                 | Nhật         | 24            | 1968–1990        | 24.4 triệu, only bunkobon |
| Brain Quest series                                | nhiều tác giả                   | Anh          |               | 1992–hiện nay    | 23.7 triệu                |
| South Beach Diet                                  | Arthur Agatston                 | Anh          | 6             | 2003–hiện nay    | 22 triệu                  |
| 竜馬がゆく (Ryoma ga Yuku)                        | Ryōtarō Shiba                   | Nhật         | 5             | 1963–1966        | 21.5 triệu                |
| ズッコケ三人組 (Zukkoke Sanningumi)               | Masamoto Nasu                   | Nhật         | 50            | 1978–2004        | 21 triệu                  |
| Shannara                                          | Terry Brooks                    | Anh          | 20            | 1977–hiện nay    | 21 triệu                  |
| Redwall                                           | Brian Jacques                   | Anh          | 22            | 1986–hiện nay    | 20 triệu                  |
| Maisy                                             | Lucy Cousins                    | Anh          | 23            | 1990–hiện nay    | 20 triệu                  |
| Dragonlance                                       | nhiều tác giả                   | Anh          | more than 150 | 1984 — hiện nay  | 20 triệu                  |
| 幻魔大戦 (Genma Taisen)                           | Kazumasa Hirai                  | Nhật         | 20            | 1979–1983        | 20 triệu                  |
| 青春の門 (The Gate of Youth)                      | Hiroyuki Itsuki                 | Nhật         |               | 1970–hiện nay    | 20 triệu                  |
| The Foundation Trilogy                            | Isaac Asimov                    | Anh          | 3             | 1950–1953        | 20 triệu                  |
| Horrible Histories                                | Terry Deary                     | Anh          | 24            | 1993–hiện nay    | 20 triệu                  |
| Artemis Fowl                                      | Eoin Colfer                     | Anh          | 8             | 2001–2012        | 20 triệu                  |
| Rainbow Magic                                     | Daisy Meadows                   | Anh          | 80+           | 2003–hiện nay    | 20 triệu                  |
| Morgan Kane                                       | Louis Masterson                 | Na Uy        | 90            | 1966–            | 20 triệu                  |
| The Southern Vampire Mysteries                    | Charlaine Harris                | Anh          | 13            | 2001–2013        | 20 triệu                  |

### Từ 15 đến 20 triệu bản
| Tên bộ sách                                  | Tác giả                                         | Ngôn ngữ gốc | Số tập                  | Xuất bản lần đầu | Số bản bán ra |
| -------------------------------------------- | ----------------------------------------------- | ------------ | ----------------------- | ---------------- | ------------- |
| 科学のアルバム (Kagaku no album)             | nhiều tác giả                                   | Nhật         |                         | 1970–hiện nay    | 19 triệu      |
| 剣客商売 (Kenkaku Shobai)                    | Shotaro Ikenami                                 | Nhật         | 18                      | 1972–1989        | 18 triệu      |
| Erast Fandorin                               | Boris Akunin                                    | Nga          | 12                      | 1998–hiện nay    | 18 triệu      |
| 吸血鬼ハンターD (Vampire Hunter D)           | Hideyuki Kikuchi                                | Nhật         | 17                      | 1983–hiện nay    | 17 triệu      |
| 涼宮ハルヒシリーズ(Suzumiya Series)          | Nagaru Tanigawa                                 | Nhật         | 11                      | 2003–hiện nay    | 16.5 triệu    |
| The Hitchhiker's Guide to the Galaxy         | Douglas Adams, plus a final book by Eoin Colfer | Anh          | 6                       | 1979–2008        | 16 triệu      |
| Bridget Jones                                | Helen Fielding                                  | Anh          | 2                       | 1996–hiện nay    | 15 triệu      |
| The Riftwar Cycle                            | Raymond E. Feist                                | Anh          | 25                      | 1982–hiện nay    | 15 triệu      |
| Percy Jackson & the Olympians                | Rick Riordan                                    | Anh          | 5                       | 2005–2009        | 15 triệu      |
| The No. 1 Ladies Detective Agency            | Alexander McCall Smith                          | Anh          | 9                       | 1999–hiện nay    | 15 triệu      |
| ぼくらシリーズ(Bokura series)                | Osamu Soda                                      | Nhật         | 36                      | 1985–hiện nay    | 15 triệu      |
| His Dark Materials                           | Philip Pullman                                  | Anh          | 3                       | 1995–2000        | 15 triệu      |
| 銀河英雄伝説 (Legend of the Galactic Heroes) | Yoshiki Tanaka                                  | Nhật         | 14                      | 1982–1989        | 15 triệu      |
| Der Regenbogenfisch (Rainbow Fish)           | Marcus Pfister                                  | Đức          |                         | 1992–hiện nay    | 15 triệu      |
| A Song of Ice and Fire                       | George R. R. Martin                             | Anh          | Currently 5. 7 Planned. | 1996–hiện nay    | 15 triệu      |

## Danh sách những quyển sách thường được cập nhật bán chạy nhất

### Hơn 100 triệu bản
| Tên sách                                      | Tác giả                    | Ngôn ngữ gốc | Xuất bản lần đầu | Số bản bán ra |
| --------------------------------------------- | -------------------------- | ------------ | ---------------- | ------------- |
| Từ điển tiếng trung                           | Chief editor: Wei Jiangong | Hoa          | 1957             | 400 triệu     |
| Scouting for Boys                             | Robert Baden-Powell        | Anh          | 1908             | 100-150 triệu |
| The McGuffey Readers                          | William Holmes McGuffey    | Anh          | 1853             | 125 triệu     |
| Guinness World Records (published every year) | nhiều tác giả              | Anh          | 1955 — hiện nay  | 115 triệu     |
| American Spelling Book (Webster's Dictionary) | Noah Webster               | Anh          | 1783             | 100 triệu     |

### Từ 50 đến 100 triệu bản
| Tên sách                                                                              | Tác giả         | Ngôn ngữ gốc | Xuất bản lần đầu           | Số bản bán ra |
| ------------------------------------------------------------------------------------- | --------------- | ------------ | -------------------------- | ------------- |
| World Almanac (published every year)                                                  | nhiều tác giả   | Anh          | 1868 — 1876; 1886–hiện nay | 80 triệu      |
| 六星占術によるあなたの運命 (Rokusei Senjutsu (Six-Star Astrology) Tells Your Fortune) | Kazuko Hosoki   | Nhật         | 1986 — Hiện nay            | 79 triệu      |
| Merriam-Webster's Collegiate Dictionary                                               | Merriam-Webster | Anh          | 1898                       | 55 triệu      |

### Từ 30 đến 50 triệu bản
| Tên sách                                                                              | Tác giả                              | Ngôn ngữ gốc | Xuất bản lần đầu                      | Số bản bán ra       |
| ------------------------------------------------------------------------------------- | ------------------------------------ | ------------ | ------------------------------------- | ------------------- |
| Roget's Thesaurus                                                                     | Peter Mark Roget                     | Anh          | 1852 -                                | 40 triệu            |
| できるシリーズ (Dekiru Series)                                                        | Impress Dekiru Series Editorial Desk | Nhật         | 1994–hiện nay                         | 40 triệu            |
| 수학의 정석 (數學의 定石) (The principle of Mathematics - Mathematics reference book) | Hong Sung-dae                        | Hàn          | 1966-nay (current edition since 1997) | 40 triệu ~ 37 triệu |
| Better Homes and Gardens New Cook Book                                                | nhiều tác giả                        | Anh          | 1930 -                                | 38 triệu            |
| Oxford Advanced Learner's Dictionary                                                  | A. S. Hornby                         | Anh          | 1948                                  | 30 triệu            |
| Alcoholics Anonymous Big Book                                                         | Bill Wilson                          | Anh          | 1939                                  | 30 triệu            |
| Le guide Michelin France (The Michelin Guide France) (published every year)           | nhiều tác giả                        | Pháp         | 1900–hiện nay                         | 30 triệu            |

### Từ 20 đến 30 triệu bản
| Tên sách                                  | Tác giả                        | Ngôn ngữ gốc | Xuất bản lần đầu | Số bản bán ra |
| ----------------------------------------- | ------------------------------ | ------------ | ---------------- | ------------- |
| Betty Crocker Cookbook                    | nhiều tác giả as Betty Crocker | Anh          | 1955-            | 27 triệu      |
| 超図解シリーズ (Cho-Zukai series)         | X media                        | Nhật         | 1996–2007        | 25 triệu      |
| 自由自在 (Jiyu Jizai)                     | nhiều tác giả                  | Nhật         | 1953–hiện nay    | 24 triệu      |
| 新明解国語辞典 (Shin Meikai kokugo jiten) | Tadao Yamada                   | Nhật         | 1972             | 20.4 triệu    |
| English Grammar                           | Lindley Murray                 | Anh          | 1795             | 20 triệu      |

### Từ 10 đến 20 triệu bản
| Tên sách | Tác giả             | Ngôn ngữ gốc | Xuất bản lần đầu | Số bản bán ra                                        |
| --- | ------------------- | ------------ | ---------------- | ---------------------------------------------------- |
| The Joy of Cooking                                                                                                 | nhiều tác giả       | Anh          | 1936             | 18 triệu                                             |
| スーパーマップル (Super Mapple)                                                                                    | nhiều tác giả       | Nhật         | 1991–hiện nay    | 18 triệu                                             |
| チャート式 (Chart Shiki)                                                                                           | nhiều tác giả       | Nhật         | 1927–hiện nay    | 17.44 triệu, only for the first grade of high-school |
| 英語基本単語集 (Eigo Kihon Tangoshu) "Compilation of basic English vocabulary"                                     | Yoshio Akao         | Nhật, Anh    | 1942             | 17.2 triệu                                           |
| 試験に出る英単語 (Siken Ni Deru Eitango) "English vocabulary in examinations"                                      | Ichiro Mori         | Nhật, Anh    | 1967             | 15 triệu                                             |
| 新英和中辞典 (Shin Eiwa Chu Jiten) "Tân từ điển Anh-Nhật-Hoa"                                                      | Shigeru Takebayashi | Nhật, Anh    | 1967             | 12 triệu                                             |
| 広辞苑 (Kōjien) | Izuru Shinmura      | Nhật         | 1955             | 11 triệu                                             |
| 旺文社古語辞典 (Obunsha Kogo Jiten) "Obunsha Dictionary of Archaisms"                                              | Akira Matsumura     | Nhật         | 1960             | 11 triệu                                             |
| 三省堂国語辞典 (Sanseido Kokugo Jiten) "Sanseido Dictionary of the Nhật Language"                                  | Kenbō Hidetoshi     | Nhật         | 1960             | 10 triệu                                             |
| 家庭に於ける實際的看護の秘訣 (Katei Ni Okeru Jissaiteki Kango No Hiketsu) "Key to Practical Personal Care at Home" | Takichi Tsukuda     | Nhật         | 1925             | 10 triệu                                             |
| C程序设计 (C Program Design)                                                                                       | Tan, Haoqiang       | Hoa          | 1991             | 10 triệu                                             |